# Fort Morgan
Fort Morgan és una població dels Estats Units, seu del comtat de Morgan, a l'estat de Colorado. Segons el cens del 2000 tenia 11.034 habitants.

## Demografia
Segons el cens del 2000, Fort Morgan tenia 11.034 habitants, 3.887 habitatges, i 2.736 famílies. La densitat de població era de 955,2 habitants per km².
Dels 3.887 habitatges en un 37,5% hi vivien nens de menys de 18 anys, en un 54,6% hi vivien parelles casades, en un 10,9% dones solteres, i en un 29,6% no eren unitats familiars. En el 25,6% dels habitatges hi vivien persones soles el 12,6% de les quals corresponia a persones de 65 anys o més que vivien soles. El nombre mitjà de persones vivint en cada habitatge era de 2,79 i el nombre mitjà de persones que vivien en cada família era de 3,32.
Per edats la població es repartia de la següent manera: un 30,2% tenia menys de 18 anys, un 9,6% entre 18 i 24, un 29,1% entre 25 i 44, un 18,1% de 45 a 60 i un 13,1% 65 anys o més.
L'edat mediana era de 32 anys. Per cada 100 dones de 18 o més anys hi havia 97,6 homes.
La renda mediana per habitatge era de 33.128 $ i la renda mediana per família de 36.134 $. Els homes tenien una renda mediana de 27.667 $ mentre que les dones 22.346 $. La renda per capita de la població era de 15.024 $. Entorn del 8,9% de les famílies i el 12,9% de la població estaven per davall del llindar de pobresa.

## Poblacions més properes
El següent diagrama mostra les poblacions més properes.